# Carrie Preston
Carrie Preston (Macon, Georgia, 1967. június 21. –) Primetime Emmy-díjas amerikai színésznő, rendező és producer.

## Élete és pályafutása
1967. június 21-én született Maconben. Egy testvére van, John. 
A New York-i Juilliard Schoolon végzett. 1985-ben a Just a Friend című filmben debütált színészként. 2013-ban Primetime Emmy-díjat nyert A férjem védelmében című sorozatban nyújtott alakításáért.

## Magánélete
1998. szeptember 5-én Michael Emerson felesége lett. 

## Filmográfia

### Film
| Év   | Magyar cím                    | Eredeti cím                  | Szerep             | Magyar hang        |
| ---- | ----------------------------- | ---------------------------- | ------------------ | ------------------ |
| 1985 |                               | Just a Friend                | Mint Jennifer      |                    |
| 1997 | Álljon meg a nászmenet!       | My Best Friend's Wedding     | Amanda Newhouse    |                    |
| 1997 |                               | The Journey                  | Laura Singh        |                    |
| 1997 | Szegény embert az amish húzza | For Richer or Poorer         | Rebecca Yoder      | Dögei Éva          |
| 1997 |                               | Norville and Trudy           | Sam                |                    |
| 1998 | A kód neve: Merkúr            | Mercury Rising               | Emily Lang         | Simon Mari         |
| 1998 | A kód neve: Merkúr            | Mercury Rising               | Emily Lang         | Tornyi Ildikó      |
| 1999 | Guinevere                     | Guinevere                    | Patty              | Simonyi Piroska    |
| 1999 |                               | Woman Wanted                 | Monica             |                    |
| 2000 | Bagger Vance legendája        | The Legend of Bagger Vance   | Idalyn Greaves     |                    |
| 2004 |                               | Straight-Jacket              | Sally Stone        |                    |
| 2004 | A stepfordi feleségek         | The Stepford Wives           | Barbara            | Árkosi Kati        |
| 2005 | Transamerica                  | Transamerica                 | Sydney Schupak     | Németh Kriszta     |
| 2007 |                               | Lovely by Surprise           | Marian             |                    |
| 2007 | Érzékeny pont                 | Towelhead                    | Evelyn Vuoso       | Kisfalvi Krisztina |
| 2008 | Felkészültél? Ok!             | Ready? OK!                   | Andrea Dowd        |                    |
| 2008 | Vicky Cristina Barcelona      | Vicky Cristina Barcelona     | Sally              |                    |
| 2008 | Kétely                        | Doubt                        | Christine Hurley   |                    |
| 2009 | Kettős játék                  | Duplicity                    | Barbara Bofferd    | Kisfalvi Krisztina |
| 2009 | Életem farmja                 | That Evening Sun             | Ludie Choat        | Roatis Andrea      |
| 2010 |                               | Virginia                     | Betty              |                    |
| 2011 |                               | A Bag of Hammers             | Lynette Patterson  |                    |
| 2011 |                               | Sironia                      | Grace              |                    |
| 2013 | Nem félünk a muffoktól        | Who's Afraid of Vagina Wolf? | Chloe / Angel Tits |                    |
| 2013 |                               | Vino Veritas                 | Claire             |                    |
| 2013 |                               | Beneath the Harvest Sky      | Kim                |                    |
| 2014 | Öt emelet boldogság           | 5 Flights Up                 | Miriam Carswell    | Major Melinda      |
| 2016 | Tőke                          | Equity                       | Abby               | Kokas Piroska      |
| 2016 |                               | Six LA Love Stories          | Diane Mackey       |                    |
| 2017 |                               | To the Bone                  | Susan              |                    |
| 2017 | És aztán indulok              | And Then I Go                | Ms. Arnold         |                    |
| 2017 |                               | Daisy Winters                | Margaret nagynéni  |                    |
| 2018 |                               | 30 Miles from Nowhere        | Sylvia             |                    |
| 2022 | They/Them – Az átnevelő tábor | They/Them                    | Dr. Cora Whistler  |                    |
| 2022 | Space Oddity                  | Space Oddity                 | Jane McAllister    | Major Melinda      |
| 2023 | Téli szünet                   | The Holdovers                | Lydia Crane        |                    |

### Televízió
| Év        | Magyar cím                               | Eredeti cím                       | Szerep                                        | Megjegyzések                                                                                   |
| --------- | ---------------------------------------- | --------------------------------- | --------------------------------------------- | ---------------------------------------------------------------------------------------------- |
| 1997      |                                          | Union Square                      | Jester                                        | 1 epizód                                                                                       |
| 1998      |                                          | Significant Others                | Patti Pasternak                               | 1 epizód                                                                                       |
| 1998      | Grace és Gloria                          | Grace & Glorie                    | Charlene Stiles                               | tévéfilm                                                                                       |
| 1999      | Kerge város                              | Spin City                         | Gayle                                         | 1 epizód                                                                                       |
| 1999      | Szex és New York                         | Sex and the City                  | Madeline Dunn                                 | 1 epizód                                                                                       |
| 2001      |                                          | Emeril                            | B.D. Benson                                   | főszereplő (10 epizód)                                                                         |
| 2003      |                                          | Good Morning, Miami               | Kiera Donahue                                 | 1 epizód                                                                                       |
| 2003–2006 | Esküdt ellenségek: Bűnös szándék         | Law & Order: Criminal Intent      | Megan Colby / Doreen Whitlock / Lena Copeland | 3 epizód                                                                                       |
| 2004      |                                          | Wonderfalls                       | Katrina                                       | 1 epizód                                                                                       |
| 2004      |                                          | Hope & Faith                      | Sally Jones                                   | 1 epizód                                                                                       |
| 2005      | Gyilkos számok                           | Numbers                           | Vicky Sites                                   | 1 epizód                                                                                       |
| 2005      |                                          | The Inside                        | Kelly Comack                                  | 1 epizód                                                                                       |
| 2006      | Az ítélet: család                        | Arrested Development              | Jan Eagleman                                  | 1 epizód                                                                                       |
| 2007      | Lost – Eltűntek                          | Lost                              | Emily Linus                                   | 1 epizód (A férfi a függöny mögött)                                                            |
| 2007      | Született feleségek                      | Desperate Housewives              | Lucy Lindquist                                | 1 epizód (Ne ítélj külsőre!)                                                                   |
| 2008–2014 | True Blood – Inni és élni hagyni         | True Blood                        | Arlene Fowler                                 | - főszereplő (81 epizód) - magyar hangja: - Major Melinda                                      |
| 2009      | Doktor Addison                           | Private Practice                  | Yvonne Pierce                                 | 1 epizód                                                                                       |
| 2010      | Gordon Ramsay – A pokol konyhája         | Hell's Kitchen                    | önmaga                                        | 1 epizód                                                                                       |
| 2010–2016 | A férjem védelmében                      | The Good Wife                     | Elsbeth Tascioni                              | - visszatérő szereplő (14 epizód) - magyar hangjai:[forrás?] - Haumann Petra - Zakariás Éva    |
| 2011      | Esküdt ellenségek: Különleges ügyosztály | Law & Order: Special Victims Unit | Bella Zane                                    | 1 epizód                                                                                       |
| 2012      | Luxusdoki                                | Royal Pains                       | Jackie Van Ark                                | egy epizód                                                                                     |
| 2012–2016 | A célszemély                             | Person of Interest                | Grace Hendricks                               | visszatérő szereplő (8 epizód)                                                                 |
| 2014      | Gyilkos hajsza                           | The Following                     | Judy Lang                                     | 3 epizód                                                                                       |
| 2014      | Meg-boldogulni                           | Getting On                        | Denya Thorp                                   | 1 epizód                                                                                       |
| 2015      |                                          | Happyish                          | Debbie Dubonte                                | főszereplő (10 epizód)                                                                         |
| 2016      | Egymás nyakán                            | Crowded                           | Martina Moore                                 | - főszereplő (13 epizód) - magyar hangja: - Czifra Krisztina                                   |
| 2016      | Grace és Frankie                         | Grace and Frankie                 | Krystle                                       | 1 epizód                                                                                       |
| 2017      |                                          | When We Rise                      | Sally Miller Gearhart                         | minisorozat (2 epizód)                                                                         |
| 2017–2018 | Diane védelmében                         | The Good Fight                    | Elsbeth Tascioni                              | - visszatérő szereplő (4 epizód) - rendező (1 epizód) - magyar hangja: - Törtei Tünde[forrás?] |
| 2017–2022 | Karmok                                   | Claws                             | Polly Marks                                   | - főszereplő (40 epizód) - rendező (2 epizód)                                                  |
| 2018      |                                          | Brockmire                         | Elle                                          | visszatérő szerep (2. évad)                                                                    |
| 2018      | RuPaul – Drag Queen leszek!              | RuPaul's Drag Race                | önmaga                                        | vendég zsűritag (1 epizód)                                                                     |
| 2021      |                                          | Dr. Death                         | Robbie McClung                                | 2 epizód                                                                                       |
| 2024–     |                                          | Elsbeth                           | Elsbeth Tascioni                              | főszereplő és producer                                                                         |